# Гарбузин (Черниговская область)
Гарбузин (укр. Гарбузин) — село в Козелецком районе Черниговской области Украины. Население 161 человек. Занимает площадь 0,64 км².
Код КОАТУУ: 7422080202. Почтовый индекс: 17081. Телефонный код: +380 4646.

## Власть
Орган местного самоуправления — Алексеевщинский сельский совет. Почтовый адрес: 17006, Черниговская обл., Козелецкий р-н, с. Алексеевщина, ул. Пушкина, 1.